# Garfield - Il film
Garfield - Il film (Garfield: The Movie) è un film commedia americano del 2004 diretto da Peter Hewitt, primo adattamento live action dell'omonimo fumetto di Jim Davis. Il protagonista è stato creato con la Computer-generated imagery e il film è stato prodotto da Davis Entertainment e 20th Century Fox.
Il film è stato distribuito l'11 giugno 2004. Accolto con recensioni negative da parte della critica cinematografica, è stato un successo commerciale, incassando $ 200 milioni contro un budget di $ 50 milioni. Il sequel Garfield 2 è stato distribuito nel 2006.

## Trama
Garfield è un gatto arancione obeso e dallo spirito libero, cresciuto e coccolato sin da cucciolo dal suo padrone, il fumettista Jon Arbuckle, che lo aveva preso da una cesta di cuccioli abbandonati, ed ora è messo al centro della sua attenzione. Sebbene sia molto pigro e golosone, Garfield è un gatto molto particolare: non mangia i topi perché gli sono amici, inoltre si diverte pigramente con i gatti Nermal e Arlene e guarda spesso in televisione il canale 37 dedicato agli animali. Tale programma è condotto da Felice Chapman, un uomo d'affari avido, malvagio, crudele e senza scrupoli, che collabora sempre col domestico fedele Wendell per prendere o rubare qualche animale che sia più celebre del suo gatto Perfettino. Ben presto però, la vita perfetta e piacevole di Garfield viene rovinata, quando la sua bella veterinaria Elizabeth "Liz" Wilson, si innamora di Jon, che a sua volta è innamorato perdutamente di lei ed è stato suo compagno di liceo, e gli fa adottare Odie, un cagnolino dolce, affettuoso e giocherellone  cresciuto al suo ambulatorio. Da quel momento, Garfield inizia a perdere un po' di attenzioni da parte di Jon e diventa invidioso del cane oltre a temere che il cucciolo possa portargli via l'affezionato Jon, siccome il padrone lo vizia in casa solo perché è innamorato di Liz, ma non ha il coraggio di confessare il suo amore per lei.
Un giorno, Jon e Liz si recano ad una mostra canina organizzata da Felice, portandosi Odie con loro; a questo punto Garfield, sempre più geloso e temendo di essere stato messo da parte da Jon, decide di seguirli in modo furtivo e al suo arrivo attira l'attenzione di numerosi cani che partono al suo inseguimento creando uno scenario esilarante e comico. Dopo essere stato notato in una performance di ballo, Odie vince la gara e Felice Chapman propone a Jon di far partecipare in TV il suo talentuoso cane, ma Jon rifiuta. Quella stessa sera Garfield, in un impeto di rabbia, dà una zampata ad una palla e provoca accidentalmente un disastro finendo col far cadere tutti i mobili, mettendo a soqquadro l'intera casa. Di conseguenza, Jon caccia in malo modo Garfield via di casa. Più tardi, Odie esce per fargli compagnia, ma il gatto ne approfitta per rientrare e lascia il cane fuori bloccando la porta: attirato da alcuni veicoli, Odie scappa via di casa per seguirli, finché ormai stanco e perso, si ferma davanti alla porta di casa della signora Baker, un'anziana casalinga. L'indomani quest'ultima decide di pubblicare dei manifestini nei quali dice di aver trovato Odie. Nel frattempo Jon, preoccupato, affigge dei volantini per far trovare Odie dopo aver scoperto che il cane è scappato di casa.
Nello stesso momento, Felice Chapman nota un manifesto della signora Baker, così la raggiunge e la inganna dicendo che Odie è il suo cane e così lo ruba per farlo partecipare al suo programma televisivo e poter sostituire Perfettino. Garfield nota Odie in TV nel programma di Felice Chapman e dopo esser stato rimproverato da Nermal e Arlene per aver abbandonato Odie, comprende di essersi ormai affezionato al cane. A questo punto, il gatto, pentito per come ha trattato il cagnolino, parte subito alla sua ricerca affrontando il rischio di lasciare quella che lui chiama la "sua stradina". Appena si accorge che anche Garfield è scomparso, Jon capisce di aver sbagliato a non dargli più attenzioni, ed inizia con Liz le ricerche sia del gatto sia del cane. Dopo aver trovato il manifesto di scomparsa di Odie della signora Baker, i due si dirigono da essa, che gli rivela che Felice Chapman l'ha preso. Nel frattempo, Garfield raggiunge l'ultimo piano della Telegraph Tower attraverso i condotti di aerazione e trova Odie rinchiuso in una gabbia: si appresta a liberarlo, ma proprio in quel momento arriva Felice Chapman che, all'insaputa di tutti, tortura Odie con un collare elettrico che gli induce una scossa tramite un telecomando. Garfield tenta di inseguirlo, ma cade da diversi metri di altezza da una finestra, atterrando però sano e salvo su un camion di lasagne (di cui il gatto è molto ghiotto); poco dopo però, Garfield viene scoperto e rapito dall'accalappiacani, ma per fortuna riesce a scappare con l'aiuto del gatto Perfettino (il quale rivela che il suo vero nome è Sir Roland) e di altri animali randagi.
Vedendo che Felice Chapman e Wendell stanno prendendo un treno per New York con Odie, Garfield raggiunge la stazione e aziona tutti i comandi elettronici della centrale per fermare il treno, dopodiché entra nel vagone e libera Odie. Notando Garfield e Odie in fuga, Chapman inizia ad inseguirli per riprendersi il cane, ma Garfield riesce a sconfiggerlo con l'aiuto di Sir Roland e gli altri animali liberati dal canile e anche da dei topi, i quali gli mettono al collo il collare elettrico con il quale poi Garfield e Odie si divertono a umiliarlo. Subito dopo arrivano Jon e Liz, mandati da un sorvegliante della Telegraph, e Chapman riceve un pugno da Jon come giusta punizione per aver tentato di portargli via il cane. Alla fine, Felice viene arrestato dalla polizia, Odie e Garfield diventano grandi amici mentre Jon e Liz si fidanzano.

## Accoglienza

### Incassi
Il film ha aperto con $ 21,7 milioni negli Stati Uniti nel suo primo fine settimana. Ha incassato un totale di $ 75,4 milioni negli Stati Uniti e altri $ 125,4 milioni a livello internazionale per un totale di $ 203,7 milioni in tutto il mondo.

### Critica
Su Rotten Tomatoes il film ha un indice di approvazione del 14% basato su 135 recensioni e una valutazione media di 3,6 su 10. Su Metacritic ha un punteggio medio ponderato di 27/100 basato su 31 critici, indicando "recensioni generalmente sfavorevoli".
Roger Ebert ha dato al film tre stelle su quattro, descrivendolo come "affascinante". Joe Leydon di Variety ha scritto: "Solo i bambini molto piccoli ancora facilmente impressionati dall'interazione tra attori umani e quadrupedi CGI saranno divertiti da Garfield". A. O. Scott del New York Times ha scritto: "Il fatto che Garfield parli con il tono strascicato arrogante e stanco di Bill Murray è una piccola consolazione, così come alcuni dei trucchi degli animali."

### Reazione di Bill Murray
Bill Murray, doppiatore originale di Garfield nel film, ha dichiarato in un'intervista che il vero motivo per cui aveva accettato la parte era perché credeva che lo sceneggiatore del film, Joel Cohen, fosse uno dei Fratelli Coen. Solo alla fine delle riprese scoprì di essersi sbagliato. Questo aneddoto è parodiato nella commedia horror Benvenuti a Zombieland, nel quale Murray interpreta se stesso. Quando il suo personaggio sta per morire, uno dei protagonisti gli domanda se c'è qualcosa che rimpiange; lui risponde: «Aver doppiato Garfield».

## Riconoscimenti
- 2004 – Golden Schmoes Awards
  - Candidatura al peggior film dell'anno
- 2004 – Stinkers Bad Movie Awards
  - Peggior canzone o Peggior performance canora (Holla) a Baha Men
- 2005 – Nastro d'argento
  - Miglior doppiaggio maschile a Fiorello

## Differenze dal fumetto
- Garfield è l'unico personaggio del film ad avere le fattezze della sua controparte fumettistica; gli altri animali infatti hanno un aspetto realistico, non alterato dalla CGI.
- Nermal è dipinto come un amico di Garfield. Nei fumetti e nei cartoni sono rivali e non si aiutano spesso.
- Nei fumetti, Nermal è un gatto soriano grigio e un cucciolo, mentre nel film viene interpretato da un siamese adulto.
- Nel film Odie è marrone scuro, nei fumetti è giallo.
- Nel film Odie è un bassotto, nei fumetti è invece un beagle.
- Nei fumetti il topo amico di Garfield viene chiamato Squeak, nel film si chiama Louis.